# 스트루베 2398
스트루베 2398(Struve 2398, Σ 2398) 또는 글리제 725(Gliese 725)는 천구 북반구의 용자리 방향에 있는 쌍성계이다.

## 상세
스트루베 2398은 발트-독일계 천문학자 프리드리히 게오르크 빌헬름 폰 스트루페의 《스트루페 이중성 목록》에서 2398번을 받은 항성이다. 목록 작성자의 성이자 항성 식별자 '스트루베'는 종종 그리스 문자 시그마(Σ)로 표기하기도 한다. 계의 구성원들은 너무 어두워 맨눈으로 볼 수 없으나 스트루베 2398 계는 태양계에서 매우 가까운 축에 속한다. 히파르코스 우주선이 측정한 연주 시차로부터 구한 이 계와 태양 사이 거리는 약 11.6 광년이다.
계 구성원은 모두 적색왜성으로 둘 다 질량과 반지름이 태양의 3분의 1 수준이다. 두 별 모두 섬광성들에 흔하게 나타나는 변광 형태를 보여주며 이들의 활동적인 표면에서는 엑스선이 방출된다. 구성원 A와 B의 공전 주기는 약 295 일이며 둘 사이의 거리는 평균 56 천문단위이고 둘의 궤도이심률은 0.70이다.
스트루베 2398 계의 고유운동은 연간 2.2 초각으로 상대적으로 크다. 이 계는 우리은하의 중심을 0.05의 이심률을 그리면서 공전하고 있으며 이로부터 계산한 슈트루베 2398 계의 은하중심부터의 거리는 가까울 때 8000 파섹, 멀 때 9000 파섹이 나오며, 은하 중심을 도는 공전궤도는 은하면으로부터 최대 463 ~ 489 파섹만큼 떨어진다.

## 행성계
2019년 시선속도법을 이용하여 스트루베 2398 B를 도는 행성 후보 둘을 발견했다.
| 동반천체 (항성에서 가까운 순서) | 질량             | 긴반지름 (AU)      | 공전 주기 (일)   | 궤도 이심률     | 궤도경사각 | 반지름 |
| ------------------------------- | ---------------- | ------------------ | ---------------- | --------------- | ---------- | ------ |
| b                               | 15.7 ± 5.7 M⊕    | 0.261+0.022 −0.028 | 91.29+0.31 −0.24 | 0.06+0.26 −0.06 | —          | —      |
| c                               | 13.1+8.1 −6.4 M⊕ | 0.428+0.037 −0.045 | 192.4+2.2 −1.9   | 0.03+0.22 −0.03 | —          | —      |

## 같이 보기
- 가까운 항성 목록